# Paula Forteza
Pour les articles homonymes, voir Forteza.
Paula Forteza, née le 8 août 1986 à Paris, est une femme politique française.
Elle est élue députée en 2017 sous l'étiquette de La République en marche (LREM), dans la deuxième circonscription des Français de l'étranger (Amérique latine et Caraïbes). Tête de liste de Cédric Villani dans le 19e arrondissement de Paris pour les élections municipales de 2020, elle quitte LREM durant la campagne électorale. En mai 2020, elle participe à la fondation du groupe Écologie démocratie solidarité (EDS) à l'Assemblée nationale, dont elle a vocation à devenir présidente en alternance avec Matthieu Orphelin ; le groupe est dissous en octobre faute d'effectifs, avant sa période de présidence. Elle ne se représente pas en 2022.
En 2024, elle est élue co-présidente de l'association Démocratie Ouverte aux côtés d'Arthur Moraglia et Audrey Fortassin.

## Situation personnelle
Née à Paris de parents argentins le 8 août 1986, elle y vit jusqu'à ses sept ans avant de retourner en Argentine. Elle fait ses études au lycée franco-argentin Jean-Mermoz et est diplômée de l'université Torcuato di Tella à Buenos Aires et de l'Institut d'études politiques de Paris.
Elle travaille en 2014 pour Etalab, un programme du Premier ministre français chargé de la politique de données ouvertes et de gouvernement ouvert, en particulier la publication des dépenses de l’administration. Elle crée une start-up dans le domaine, baptisée Jailbreak.

## Parcours politique

### Avec La République en marche
En mai 2017, elle est choisie comme candidate pour représenter La République en marche dans la 2e circonscription des Français établis hors de France. Elle est élue face à Sergio Coronado le 17 juin 2017.
En août 2017, elle est responsable du texte sur les lois pour la confiance dans la vie politique au sein du groupe LREM. Au sujet de la suppression de l'indemnité représentative de frais de mandat prévue par le texte, elle fait savoir avec d'autres députés sa préférence pour « un système mixte, dans lequel l'avance serait bien moins importante qu'actuellement », selon Marianne.
Avec Matthieu Orphelin, elle est à l'origine en 2018 d'un site permettant de poser des questions dont certaines seront reprises pour être posées au gouvernement,,.
En 2018, elle est nommée rapporteure du projet de loi Protection des données personnelles venant traduire en droit français deux textes européens : le règlement général sur la protection des données (RGPD) et la directive relative à la protection des personnes physiques à l’égard du traitement des données à caractère personnel. Le texte final est promulgué le 20 juin 2018. Elle prend alors position « contre la marchandisation des données personnelles » et semble militer pour une application large du RGPD dans les dispositions laissées librement à l'application des États membres. Elle propose d’ajouter une charte du numérique au préambule de la Constitution.
Elle est pressentie pour le secrétariat d'État au Numérique au printemps 2019, mais la fonction est finalement dévolue à Cédric O. Selon Le Figaro, elle aurait été « plus centrée sur l’utilisation du numérique pour revivifier la démocratie ou encore protéger les données personnelles ».
En juillet 2019, à l'occasion de la remise en jeu des postes au sein de la majorité, elle se porte candidate à la questure de l'Assemblée.
Elle est nommée, en octobre 2019, rapporteure de la mission d'information commune « Identité numérique », aux côtés de Christine Hennion (co-rapporteure) et Marietta Karamanli (présidente).
En janvier 2020, elle remet au gouvernement le rapport parlementaire « Quantique : le virage technologique que la France ne ratera pas », détaillant 50 propositions pour faire de la France un leader international de cette technologie dans le cadre du Plan Quantique,,. Une version contenant 37 propositions sur les 50 est rendue publique.

### Critique de la majorité et départ de LREM
Paula Forteza participe en 2019, avec Jean-Pierre Mignard et Aurélien Taché, au lancement du mouvement « Hypérion » qui vise, selon les termes de ce dernier, à « incarner la sensibilité de la gauche démocrate » au sein de la majorité,.
Le 28 janvier 2020, lors d'une interview sur RMC, elle annonce son départ de La République en marche : elle explique « avoir attendu un tournant à gauche et écologique du mandat qui n'arrive pas », et exprime un profond désaccord sur le fond ainsi que sur la méthode politique, déplorant le manque de dialogue de l'exécutif et « un parti verrouillé de toutes parts qui récompense les amitiés plus que les compétences »,. Elle devient députée non-inscrite et appelle à la création d'un nouveau groupe « écologiste et progressiste ».
Elle soutient Cédric Villani pour les élections municipales de 2020 à Paris dans sa candidature dissidente, et occupe la tête de sa liste dans le 19e arrondissement. Elle obtient 5,8 % des voix au premier tour.

### Fondation du groupe EDS à l'Assemblée
Paula Forteza, Matthieu Orphelin et plusieurs autres dissidents de LREM (dont Cédric Villani), mais aussi l'ex-PS Delphine Batho fondent en mai 2020 un nouveau groupe parlementaire, Écologie démocratie solidarité (EDS), qui l’élit co-présidente. Mais l'Assemblée nationale ne reconnaissant pas la coprésidence de groupe, EDS prévoit que la présidence alterne tous les six mois entre Matthieu Orphelin d'abord et Paula Forteza ensuite.
Le groupe réunit initialement 17 députés mais le départ de trois d'entre eux entre septembre et octobre conduit à la dissolution du groupe, qui ne compte plus les 15 députés nécessaires. Paula Forteza est dès lors députée non inscrite, comme la plupart des anciens membres d'EDS.
Elle soutient Yannick Jadot pour la primaire présidentielle de l'écologie de 2021.
Paula Forteza a déposé un projet de loi pour une meilleure prise en charge de la fausse couche en France,.
En 2022, elle ne se représente pas, pour raisons familiales et pour « laisser la place à d’autres ».